# Корляковский район
Корляковский район — административно-территориальная единица в составе Кировской области РСФСР, существовавшая в 1945—1955 годах. Административный центр — село Корляки.

## История
Район был образован в 1945 году из частей Кикнурского, Санчурского и Шарангского районов.
30 сентября 1955 года район ликвидирован с передачей территории Кикнурскому и Санчурскому районам.

## Административное деление
В 1950 году в состав района входило 15 сельсоветов и 124 населённых пункта:
| № п/п | Сельсовет        | Кол-во НП | Население |
| ----- | ---------------- | --------- | --------- |
| 1     | Абрамовский      | 6         | 1162      |
| 2     | Бажинский        | 6         | 1100      |
| 3     | Березовский      | 9         | 1014      |
| 4     | Вотчинский       | 10        | 1889      |
| 5     | Зимняченский     | 6         | 1345      |
| 6     | Кармановский     | 5         | 586       |
| 7     | Корляковский     | 14        | 2174      |
| 8     | Косаревский      | 4         | 753       |
| 9     | Люмпанурский     | 9         | 2347      |
| 10    | Падеринский      | 10        | 1407      |
| 11    | Петуховский      | 9         | 1615      |
| 12    | Улешский         | 10        | 1709      |
| 13    | Царегородцевский | 7         | 1105      |
| 14    | Чесноковский     | 8         | 1002      |
| 15    | Шаптинский       | 11        | 1741      |